# امامزاده باقر
امامزاده باقر، روستایی از توابع بخش گلستان شهرستان بهارستان در استان تهران است.

## جمعیت
این روستا در دهستان صالح‌آباد و شهر صالحیه  قرار دارد و براساس سرشماری مرکز آمار ایران در سال ۱۳۸۵، جمعیت آن ۷۲۲ نفر (۱۷۳خانوار) بوده‌است.